# Kyllaj

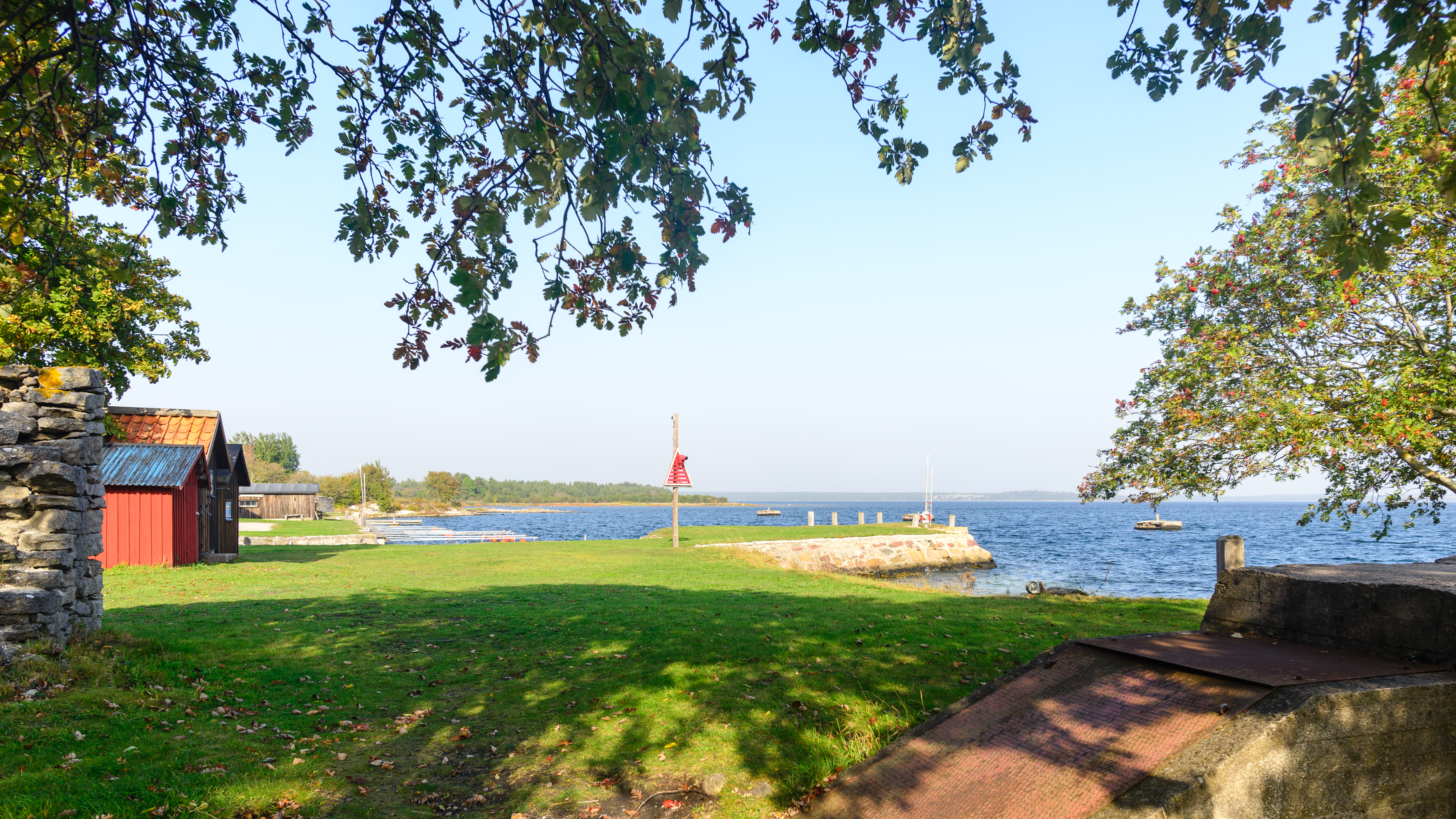
Hamnen i Kyllaj.

Kyllaj är en by och hamn i Hellvi socken på Gotlands östra kust, nordost om Slite. Vid den 90 meter långa kajen med ett djup av 2,5 meter fanns tidigare en lotsplats.

## Strandridaregården
Här finns museigården Strandridaregården Kyllaj. Den välbevarade Strandridaregården från 1700-talet bestod ursprungligen av sju byggnader. Nu återstår boningshuset som uppfördes i början av 1700-talet fullständig inredning, brännvinsbränneriet med drängkammare och en tullbod. På 1700-talet kom kornetten Johan Ahlbom till Kyllaj som strandridare. Det innebar att han ansvarade för tullkontroll och kustbevakning. Senare gifte han sig, köpte gården och startade kalktillverkning. Kalkbrytning och bränning hade dock förekommit på platsen tidigare, redan på 1650-talet brändes kalk i Kyllaj. I anslutning till gården finns kalkugnar och en utskeppningshamn. Carl von Linné övernattade i Strandridaregården under sitt besök på Gotland 1741.
De äldsta kalkugnarna uppfördes invid klinten, där ruinerna ännu finns kvar. En sexkantig vedeldad kalkugn uppfördes 1882 och en modern tegelugn med hög skorsten omkring 1900.
Förvaltare och ägare av gården har tidigare varit Bungemuseet. Sedan en utredning beställd av Region Gotland hade föreslagit att museet skulle avyttra sina fastigheter utanför sitt kärnområde såldes Strandridaregården år 2014 och den har nu privat ägare.

## Natur
Raukområdet på branten rakt ovanför Strandridaregården är naturreservat, Malms-Kyllaj och ingår i EU:s nätverk Natura 2000.
Hamnen i Kyllaj är utifrån botanisk synvinkel känd för sin förekomst av ovanliga arter, troligen inkomna med sjöfarten. Vid kalkladan norr om hamnen och vid bodarna söderut växer vårflenört. Här hittas även grenbingel, som första gången noterades växande i barlastdumphögar 1878 och nu är spridd i omgivningen. Omkring 300 meter nordväst om Strandridargården finns ett gammalt grustag, där den sällsynta druvgamandern påträffades första gången 1945, då som ny art i Sverige.

## Bilder

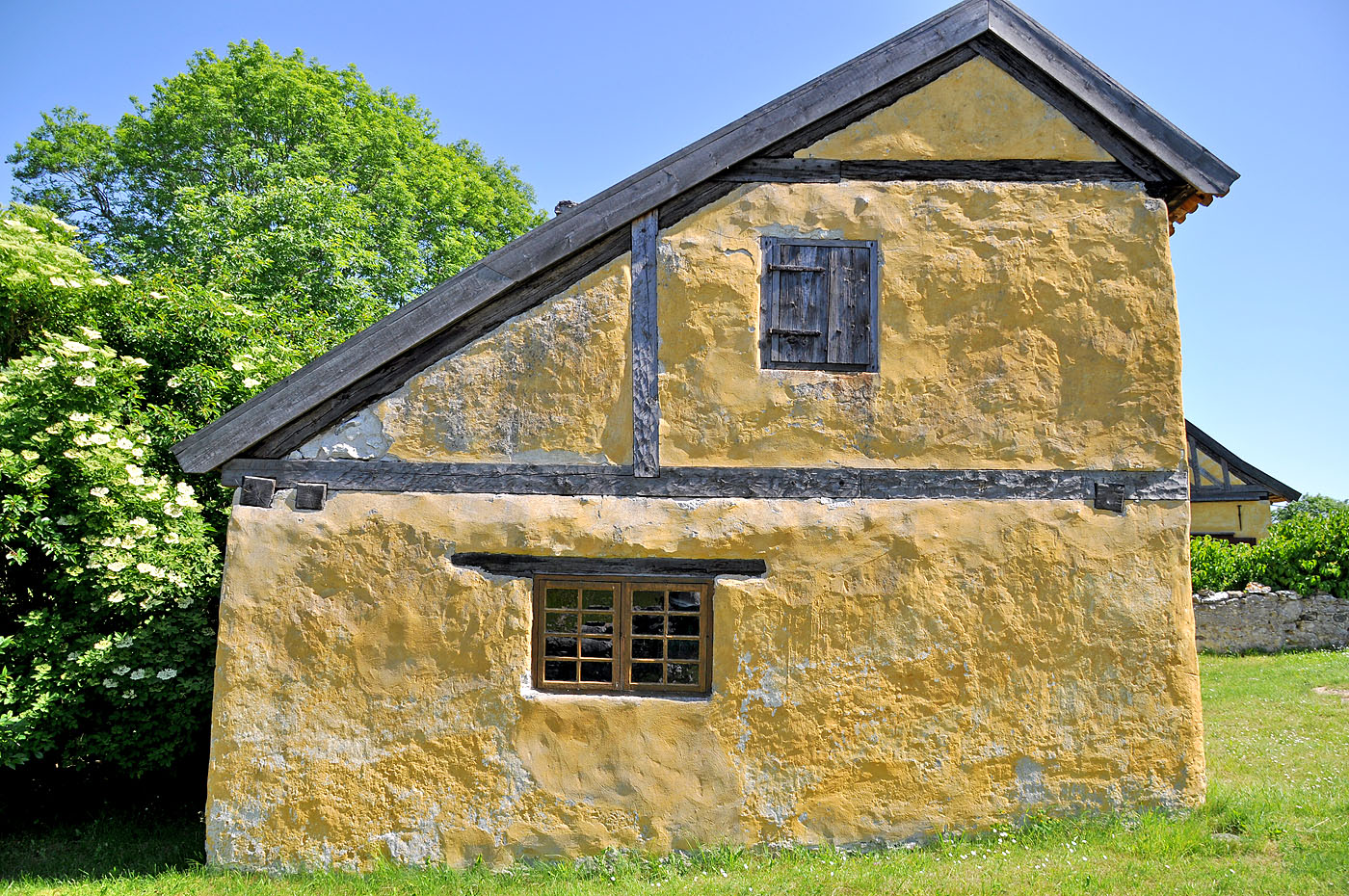
Brännvinsbränneriet med drängkammare på Strandridaregården.
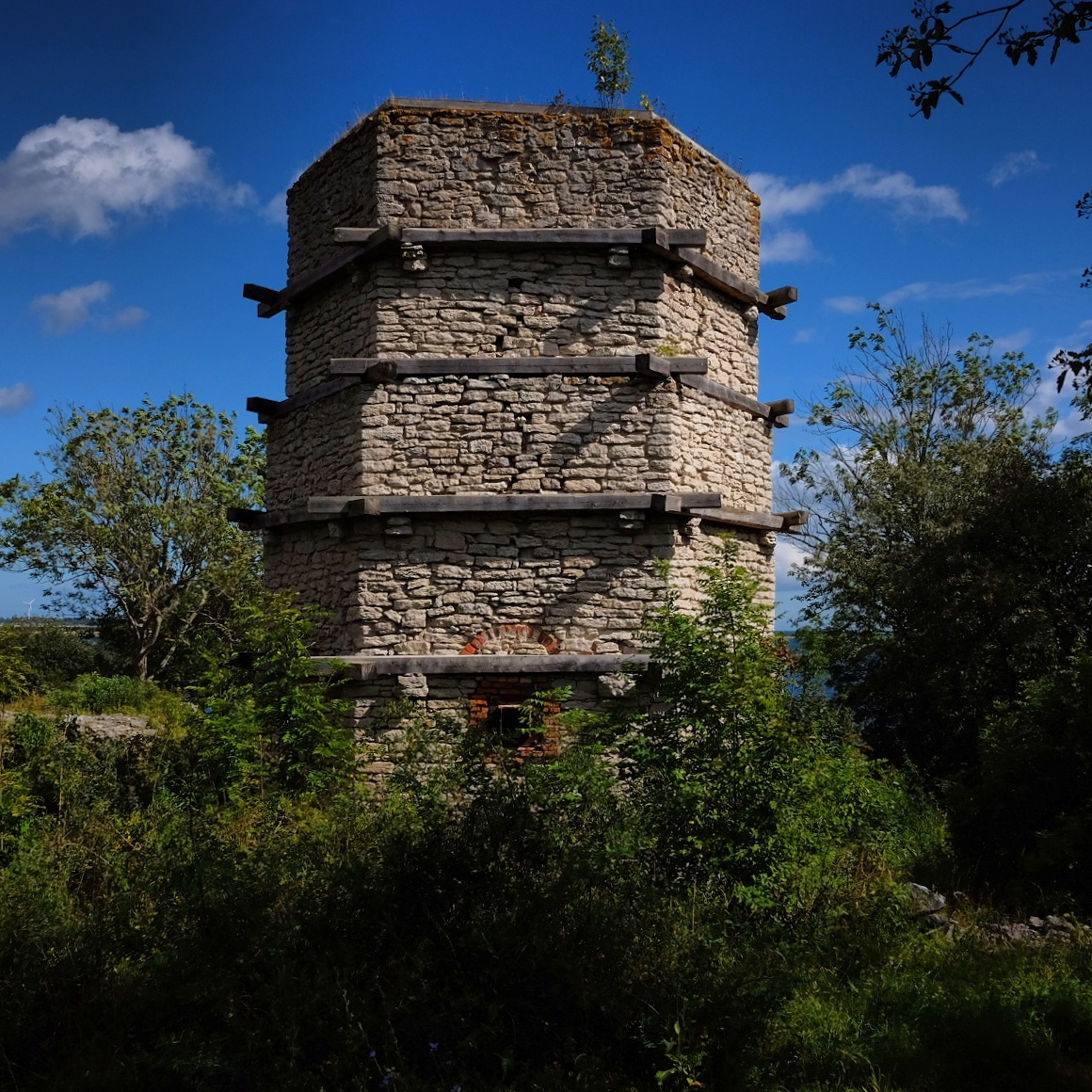
Kalkugn.
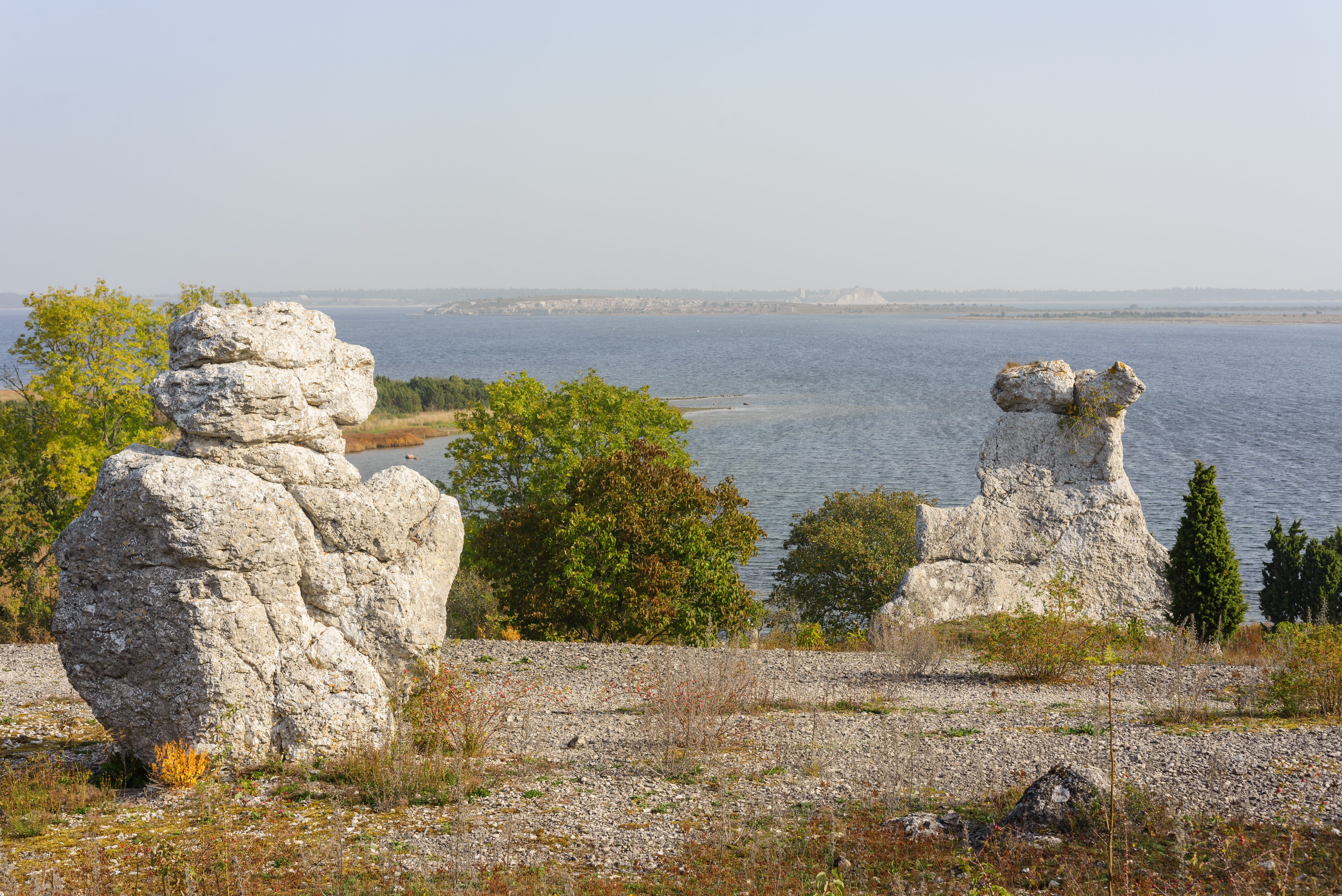
Vy från Kyllajs raukområde mot ön Klasen och Furillen.
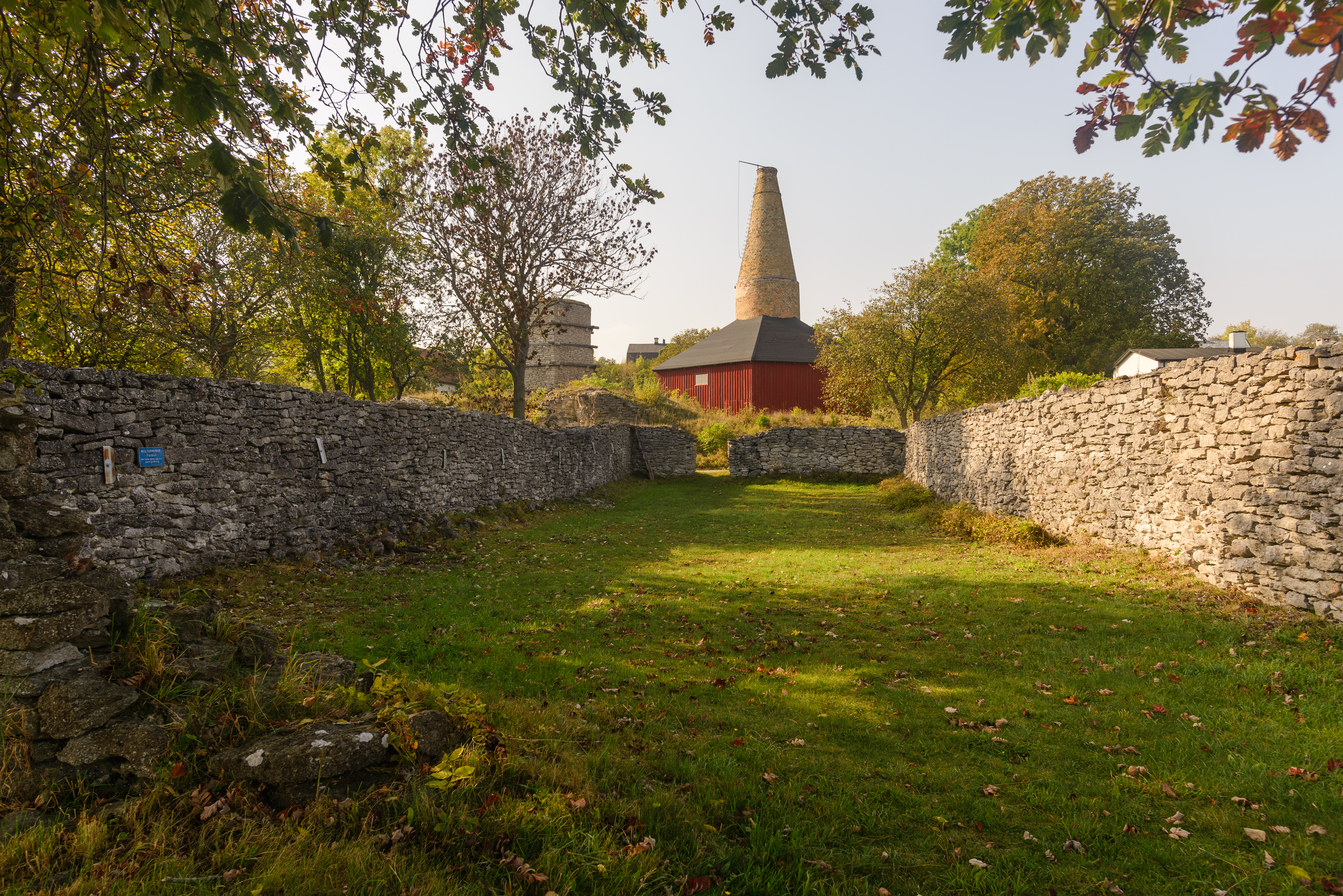
Lämningar av stenindustrin med kalkugnen i bakgrunden.